# 八王子テレビ・FM中継局

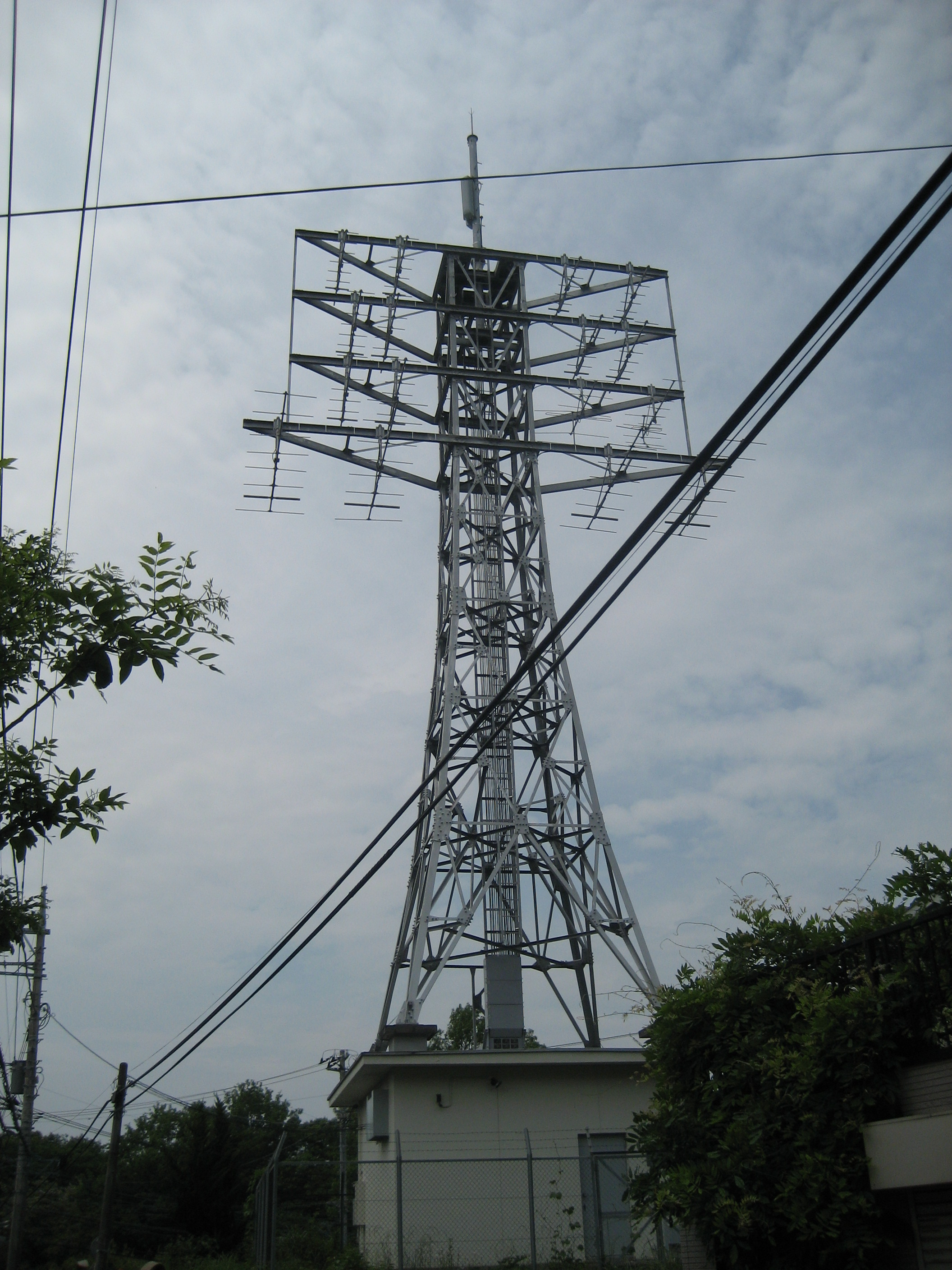
八王子テレビ中継局（アナログ用で現存しない）

八王子テレビ・FM中継局（はちおうじテレビ・エフエムちゅうけいきょく）は、東京都八王子市にある地上デジタルテレビジョン放送とFMラジオ放送の中継局である。

## 概要
- 多摩地区の基幹中継局として、八王子市を中心に市内と周辺の地域などへ電波を発射している。
- 地上デジタル放送では当初は設置せず、東京タワーと多摩中継局でカバーする予定だった。しかし、両局のデジタル波が八王子局エリア内の約5万世帯で受信不可能であることや、東京タワーからの空中線電力がアナログ換算で100kWと強力なため、八王子局エリアの約3000世帯で東京タワー局と多摩中継局のデジタル波が混信する恐れがあることから、多摩デジタル中継局の設置中止が決定し、その代替措置として八王子デジタル中継局が2009年10月1日に開局することとなった[1][2]。
- 多摩中継局に関しては、その後アナログ放送終了とともに全廃する方向で検討が進められ、2011年7月24日に廃止された。
- 当中継局の物理チャンネルはTOKYO MXを除き東京スカイツリーと同一である。しかし、東京スカイツリーの送信出力が強く、八王子市・立川市・昭島市・日野市・武蔵村山市の約1万世帯でデジタル混信が発生している[3]。混信発生地域においてはCATV加入等の対策がとられた[4]。
- FMラジオ中継局については、エフエム東京の放送と見えるラジオ[注 1]の難視聴エリアだった約10万5000世帯の改善策として、2010年に置局された[5]。

## 送信施設

### デジタルテレビジョン放送
| リモコンキーID | 放送局名    | 物理チャンネル | 空中線電力 | ERP   | 放送対象地域                                      | 放送区域内世帯数 | 偏波面   | 開局日        |
| -------------- | ----------- | -------------- | ---------- | ----- | ------------------------------------------------- | ---------------- | -------- | ------------- |
| 1              | NHK東京総合 | 27ch           | 3W         | 10.5W | 関東広域圏 （茨城県、栃木県及び群馬県を含まない） | 29万7519世帯     | 水平偏波 | 2009年10月1日 |
| 2              | NHK東京教育 | 26ch           | 3W         | 9.5W  | 全国                                              | 29万7519世帯     | 水平偏波 | 2009年10月1日 |
| 4              | 日本テレビ  | 25ch           | 3W         | 9.7W  | 関東広域圏                                        | 29万7519世帯     | 水平偏波 | 2009年10月1日 |
| 5              | テレビ朝日  | 24ch           | 3W         | 9.7W  | 関東広域圏                                        | 29万7519世帯     | 水平偏波 | 2009年10月1日 |
| 6              | TBSテレビ   | 22ch           | 3W         | 9.7W  | 関東広域圏                                        | 29万7519世帯     | 水平偏波 | 2009年10月1日 |
| 7              | テレビ東京  | 23ch           | 3W         | 9.7W  | 関東広域圏                                        | 29万7519世帯     | 水平偏波 | 2009年10月1日 |
| 8              | フジテレビ  | 21ch           | 3W         | 9.7W  | 関東広域圏                                        | 29万7519世帯     | 水平偏波 | 2009年10月1日 |
| 9              | TOKYO MX    | 20ch           | 3W         | 9.7W  | 東京都                                            | 29万7519世帯     | 水平偏波 | 2009年10月1日 |

- 放送エリア：八王子市・立川市・日野市・福生市・武蔵村山市・羽村市・西多摩郡瑞穂町の各一部及び、昭島市の全部。

### FMラジオ放送
| 周波数（MHz） | 放送局名              | 空中線電力 | 実効輻射電力 | 放送対象地域 | 放送区域内世帯数 | 開局日        |
| ------------- | --------------------- | ---------- | ------------ | ------------ | ---------------- | ------------- |
| 80.5          | TOKYO FM エフエム東京 | 10W        | 20W          | 東京都       | 約16万8000世帯   | 2010年1月12日 |

### 送信点
- 東京都八王子市暁町3丁目3番1号 東京都水道局暁町配水所

## 停波となった送信施設

### アナログテレビジョン放送
- 八王子テレビ中継局

| チャンネル | 放送局名    | 空中線電力 （映像/音声） | ERP （映像/音声） | 放送対象地域 | 放送区域内世帯数 | 偏波面   |
| ---------- | ----------- | ------------------------ | ----------------- | ------------ | ---------------- | -------- |
| 29（49）   | NHK東京教育 | 10W/2.5W                 | 35W/8.9W          | 全国         | 約5万世帯        | 水平偏波 |
| 31（57）   | フジテレビ  | 10W/2.5W                 | 31W/7.7W          | 関東広域圏   | 約5万世帯        | 水平偏波 |
| 33（51）   | NHK東京総合 | 10W/2.5W                 | 35W/8.9W          | 関東広域圏   | 約5万世帯        | 水平偏波 |
| 35（53）   | 日本テレビ  | 10W/2.5W                 | 31W/7.7W          | 関東広域圏   | 約5万世帯        | 水平偏波 |
| 37（55）   | TBS         | 10W/2.5W                 | 31W/7.7W          | 関東広域圏   | 約5万世帯        | 水平偏波 |
| 40（47）   | TOKYO MX    | 30W/7.5W                 | 140W/36W          | 東京都       | 約7万6000世帯    | 水平偏波 |
| 45（59）   | テレビ朝日  | 10W/2.5W                 | 31W/7.7W          | 関東広域圏   | 約5万世帯        | 水平偏波 |
| 62（61）   | テレビ東京  | 10W/2.5W                 | 31W/7.7W          | 関東広域圏   | 約5万世帯        | 水平偏波 |

- チャンネル欄の括弧内は、デジタル放送開始に伴って行われた“アナアナ変換”前のチャンネル。
- アナアナ変換が生じた要因は、近隣にある多摩中継局の旧チャンネル(18,20,22,24,26,28,30,32ch) が東京タワー局及びtvk、テレビ埼玉、チバテレビのデジタルチャンネルと同一チャンネルになったため新チャンネル(59,57,55,53,51,61,49,47ch) へ移行、その新チャンネルがさらに八王子中継局と同一チャンネルとなり、多摩中継局との混信障害を避けるためである。
- TOKYO MXの送信所は広域局とは別の場所に存在し、広域局よりも放送区域が広範囲であった。
- 2011年7月24日をもってすべて廃止され、アナログの送信設備はすでに撤去されている。

### 送信点
- NHK及び在京広域局・・・東京都八王子市暁町3丁目7番 ひよどり山
- TOKYO MX・・・東京都八王子市暁町3丁目3番1号 東京都水道局暁町配水所